# Curbă Țițeica
În geometria diferențială se numește curbă Țițeica o curbă din spațiul  {\displaystyle \mathbb {R} ^{n}}  care satisface relația:
{\displaystyle Td^{2}=constant,}
unde T este raza de torsiune într-un punct M al curbei și d este distanța de la origine la planul osculator din M.
Poartă numele matematicianului Gheorghe Țițeica.

## Exemple de curbe Țițeica
Câteva exemple de curbe Țițeica îl constituie curbele date de ecuațiile parametrice:
- {\displaystyle x=u,\ ;y=u^{2},\;z=u^{-3};}
- {\displaystyle x=u,\ ;y=u^{2},\;z=u^{3};}
- {\displaystyle x=e^{-2u},\ ;y=e^{u}\cos({\sqrt {3}}u),\;z=e^{u}\sin({\sqrt {3}}u).}

Observație.
Curbele Țițeica sunt linii asimptotice ale suprafețelor Țițeica.
De exemplu, curbele  {\displaystyle x=e^{-2u},\ ;y=e^{u}\cos({\sqrt {3}}u),\;z=e^{u}\sin({\sqrt {3}}u)}  sunt linii asimptotice ale suprafeței  {\displaystyle (S):\;z(x^{2}+y^{2})=1.} 